# Pleurotomella orariana
Pleurotomella orariana é uma espécie de gastrópode do gênero Pleurotomella, pertencente a família Raphitomidae.